# وشنام حاجي رمضان
وشنام حاجي رمضان (بالفارسية: وشنام حاجی رمضان) هي قرية تقع في البلدة المركزية في إيران. يقدر عدد سكانها بـ 102 نسمة بحسب إحصاء 2016.